# Stereo (película)
Stereo (también denominada Stereo (Tile 3B of a CAEE Educational Mosaic)) es un largometraje canadiense de ciencia ficción. Escrito, producido, dirigido, rodado y montado por David Cronenberg destaca por ser el primer largometraje del realizador tras sus cortometrajes Transfer (1966) y From the Drain (1967).
Rodada en blanco y negro, sin sonido ambiente y dotado de un marcado carácter experimental, está interpretada por Ronald Mdlozik, actor recurrente en las primeras películas del director canadiense.

## Sinopsis
Ambientada en algún momento indeterminado del futuro, la trama comienza en la Academia Canadiense de Investigación Erótica y sus investigaciones basadas en las teorías del parapsicólogo Luther Stringfellow. Siete jóvenes adultos se ofrecen como voluntarios para someterse a una cirugía cerebral que les quita el poder del habla, aumentando su poder para la comunicación telepática. Un grupo invisible de estudiantes observa el desarrollo y los resultados del experimento.
A medida que avanza la investigación las teorías de Stringfellow se ven confirmadas. En un estadio avanzado se introducen afrodisíacos y otras drogas a los voluntarios para sacar a la luz una perversidad polimorfa inherente, intentando probar que los voluntarios son capaces de sentir placer sexual de muchos modos diferentes respecto a la norma social más común. Al final los siete jóvenes quedan aislados unos de otros, provocando antagonismo y violencia entre ellos, desembocando en el suicidio de dos de sus participantes.

## Reparto
- Ronald Mlodzik
- Jack Messinger
- PaulMulholland
- Iain Ewing
- Arlene Mlodzik
- Clara Mayer
- Glenn McCauley

## Producción
Contando con la financiación de Canada Council for the Arts, el debut en el largometraje de Cronenberg se realizó tras la creación de Emergent Films, su propia productora cinematográfica. Alquilando una cámara Auricon, que generaba mucho ruido durante su uso, el director decidió que la película careciera de sonido directo y, además del silencio, únicamente se escucha la conversación de dos personajes fuera de plano. El guion y la realización de la película, basada en imágenes estáticas y cuidados encuadres, remite a la estética mostrada en películas de Ingmar Bergman como Persona (1966). El rodaje tuvo lugar en el Scarborough College de la Universidad de Toronto.

## Estreno
La cinta se estrenó en el Centro Nacional de las Artes de Canadá el 23 de junio de 1969. Posteriormente se proyectó en festivales, como en Adelaida (1969), Salónica (1993) o Tokio FILMeX (2014) y fue una de las diez películas seleccionadas para integrar un bloque llamado "Nuevo Cine Canadiense". La International Film Archives mostró su interés por la cinta de Cronenberg y le adelantó el dinero para rodar su segundo largometraje Crimes of the Future (1970).

## Recepción
La película obtuvo malas valoraciones por parte de la crítica profesional pero con posterioridad ha sido considerada de manera más positiva en los portales de información cinematográfica. 
Nora Sayre en su crítica de 1973 para The New York Times indica "Las imágenes que vemos no tienen forma, son como unos huevos revueltos. 'Stereo' demuestra que no se puede parodiar la psicología simplemente sugiriendo que es algo aburrido". En 1984 TV Guide le otorgo 1 estrella de 5 aseverando "corta y confusa, la película hizo gala de algunos conceptos curiosos que no se suelen dar en el género". Juan Luis Caviaro en su reportaje publicado en 2010 en EspinOf la considera "una obra difícil de clasificar y difícil de ver, por no decir insoportable. Sin embargo, ya en este primer trabajo encontramos algunos de los temas más recurrentes en la trayectoria de Cronenberg, como son la misteriosa capacidad del cerebro, la degeneración del ser humano o los comportamientos sexuales". Chuck Bowen en 2015 para Slang reseña "incluso los espectadores más devotos a Cronenberg encontrarán en este debut un hueso muy duro de roer".
En FilmAffinity obtiene una valoración de 5,2 sobre 100 computando 449 votos. En IMDb tiene una calificación de 5,3 sobre 10 con 1.661 reseñas. Por su parte en el agregador de críticas Rotten Tomatoes tiene una consideración de "fresco" para el 60% de las 5 críticas profesionales y para el 30% de las 515 votaciones de los usuarios del portal.